# Suzan Rose Benedict
Suzan Rose Benedict (Norwalk, 29 de noviembre de 1873-Northampton, 9 de abril de 1942) fue una matemática estadounidense, y se convirtió en la primera mujer que consiguió un doctorado en Matemáticas de la Universidad de Míchigan y tuvo una larga carrera docente en el Smith College.

## Educación e infancia
Benedict fue la más joven de los siete hijos de Harriott Melvina y David DeForrest Benedict. Su padre había sido un cirujano de la Unión durante la Guerra de Secesión. Fue sobrina del magnate del aceite y filántropo, Louis Severance.
Después de graduarse de la escuela secundaria en Norwalk, ingresó al Smith College en 1891. Se graduó en 1895 con una especialización en Química y otras especializaciones en Matemáticas, Alemán y Física. Después regresó a Norwalk y enseñó Matemáticas hasta 1906, cuando comenzó sus estudios de posgrado en Teacher's College en la Universidad de Columbia. Consiguió un Master en Matemáticas en Columbia en 1906. Ese mismo año se unió al Departamento de Matemáticas en el Smith College como profesora ayudante de Matemáticas y se convirtió en profesora titular al año siguiente. 
Los veranos de 1911 a 1913 reanudó sus estudios de posgrado en la Universidad de Míchigan y en 1913-14 se tomó un permiso de Smith para terminar su tesis dirigida por Louis Charles Karpinski: "A Comparative Study of the Early Treatises Introducing into Europe the Hindu Art of Reckoning". Obtuvo su doctorado en 1914. 

## Carrera en Smith College
Benedict regresó a Smith como profesora asociada después de recibir su doctorado. Fue ascendida a catedrática en 1921. 1918 a 1928 fue Decana de Estudiantes y se desempeñó como presidenta del departamento de Matemáticas de 1928 a 1934. 

Su primer amor fue la enseñanza. En mayo de 1940, le escribió a Helen Owens, instructora de matemáticas en el Universidad Estatal de Pensilvania: 
"No fue la modestia lo que me impidió enviarle una larga lista de trabajos publicados, sino la escasez de dichos trabajos. He perdido la noción de los pocos que he escrito, ya que he estado mucho más interesado en la enseñanza y la administración que en la investigación".
Benedict nunca se casó. Desde 1918, compartió un hogar con Susan Miller Rambo, una colega del Departamento de Matemáticas del Smith College y la segunda mujer en recibir un doctorado de la Universidad de Míchigan. En febrero de 1942, se retiró como profesora emérita, con la intención de apoyar el esfuerzo de guerra como voluntaria en la Cruz Roja. Dos meses después, sufrió un ataque al corazón y murió.

## Membresías
- American Mathematical Society.[8]
- Mathematical Association of America.[9]
- Daughters of the American Revolution (DAR).[5]

## Publicaciones
- 1909: “The Development of Algebraic Symbolism from Paciuolo to Newton.” School Science and Mathematics. Published version of MA thesis.
- 1929: “The Algebra of Francesco Ghaligai”, American Mathematical Monthly.

## Legado
El Premio Suzan R. Benedict fue establecido después de su muerte por el presidente de la universidad y otros en el Smith College de segundo año que habían realizado un trabajo excepcional en cálculo diferencial e integral.